# Nesodynerus orbus
Nesodynerus orbus är en stekelart som först beskrevs av Perkins.  Nesodynerus orbus ingår i släktet Nesodynerus och familjen Eumenidae. Inga underarter finns listade i Catalogue of Life.